# Synsphyronus attiguus
Espèce
Synsphyronus attiguus est une espèce de pseudoscorpions de la famille des Garypidae.

## Distribution
Cette espèce est endémique d'Australie-Méridionale. Elle se rencontre dans la chaîne de Flinders.

## Description
Les mâles mesurent de 2,9 à 3,5 mm et les femelles de 3,7 à 4,2 mm.

## Publication originale
- Harvey, 1987 : A revision of the genus Synsphyronus Chamberlin (Garypidae: Pseudoscorpionida: Arachnida). Australian Journal of Zoology, Supplementary Series, no 126, p. 1-99.